# Eranove
Anciennement appelé Finagestion, le Groupe Eranove est actif dans la gestion de services publics.
Le Groupe est présent en Côte d’Ivoire (SODECI, CIE, CIPREL et AWALE) , au Sénégal (SDE), en République démocratique du Congo et au Mali. Il a réalisé un produit des activités ordinaires de 449,8 millions d’euros en 2014.
Eranove opère une capacité installée de plus de 1 100 MW. Le Groupe emploie plus de 7 800 collaborateurs et dessert 1,3 million de clients pour l’électricité et 1,4 million pour l’eau.
L’actionnaire majoritaire du Groupe Eranove est ECP Finagestion FII S.a.r.l, affilié à Emerging Capital Partners, leader panafricain du capital-investissement.

## Historique
Entre 2005 et 2006, le Groupe Bouygues vend sa filiale énergie, Saur, tout en conservant ses actifs africains et italiens. Les actifs africains sont logés dans la société Finagestion, un holding alors détenu à 100% par le Groupe Bouygues.
Entre juillet 2008 et octobre 2009, ECP FII Finagestion S.a.r.l., société affiliée au fonds d’investissement panafricain Emerging Capital Partners (ECP) acquiert progressivement 60 % du capital de cette entité à Bouygues,. ECP FII Finagestion S.a.r.l est actuellement détenteur de 55,9 % du groupe Eranove.
ECP transforme peu à peu Eranove (à l’époque Finagestion) en une plateforme de développement de ses actifs africains dans l’eau et l’électricité. Le conseil d’administration choisit de rebaptiser Finagestion en « Eranove » en juillet 2014 à la suite d’un processus consultatif au sein des filiales du groupe.
Depuis 1960, le groupe Eranove est présent en Côte d’Ivoire (Société de Distribution d’Eau de Côte d’Ivoire ; Compagnie Ivoirienne d’électricité ; Compagnie Ivoirienne de Production d’électricité ; Awale) ; depuis 1996 au Sénégal (Sénégalaise des Eaux) ; depuis 2013 en République Démocratique du Congo (Contrat de service avec la Régidéso) et depuis 2015 au Mali avec la société Kenié Énergie Renouvelable consacrée au développement de la centrale hydroélectrique de Kenié. Il instruit également des projets à travers l’Afrique, notamment au Cameroun,au Gabon et au Ghana .
Au cours de l’été 2015, les 18,6% des parts encore détenues par le groupe Bouygues sont cédées au Groupe AXA .

## Actionnariat
| Actionnaire          | Pourcentage |
| -------------------- | ----------- |
| ECP                  | 55,9        |
| Entités AXA          | 18,6        |
| Investisseurs privés | 9,8         |
| Actionnariat salarié | 8,9         |
| Managers             | 6,7         |

Source : site internet de l'entreprise

## Sociétés du groupe

### CIPREL (Compagnie ivoirienne de production d'électricité)
Acteur majeur de la production électrique en Côte d’Ivoire depuis 1994, la centrale thermique de CIPREL, (Compagnie Ivoirienne de Production d’électricité) est composée de six turbines à combustion qui utilisent comme combustible principal le gaz naturel extrait au large des côtes ivoiriennes. CIPREL intègrera d’ici fin 2015, une turbine vapeur et un cycle combiné.
CIPREL opère via un contrat de concession, courant jusqu’en 2035, avec l’État de Côte d’Ivoire. Elle est détenue à 83,3 % par Eranove.
L’ensemble du périmètre de CIPREL est certifié QSE* : ISO 9001, OHSAS 18001, ISO 14001. CIPREL a atteint sur l’ensemble de son périmètre le stade de maturité du référentiel ISO 26 000 pour son engagement dans la responsabilité sociétale d’entreprise (RSE).

#### Historique
L’entreprise a commencé ses activités de production d’électricité en mars 1995 avec CIPREL I (100 MW). En juin 1997, la deuxième tranche (CIPREL II) de 111 MW est mise en service. Puis en décembre 2009, 111 MW (CIPREL III) sont mis en service amenant la capacité de production totale à 321 MW.
En décembre 2011, CIPREL s’est vu confier une nouvelle extension pour accompagner la relance économique de la Côte d’Ivoire : CIPREL IV.
CIPREL IV représente un investissement total (y compris financement) de  222,9 milliards de francs CFA ( 339,8 millions d’Euros) pour 222 MW additionnels en cycle combiné. Cette quatrième tranche est composée d’une nouvelle turbine à combustion de 111 MW mise en service au 1er janvier 2014 ainsi que d’une turbine à vapeur de 111 MW
La turbine à vapeur ajoutera 111 MW de capacité de production sans consommation additionnelle de gaz naturel et permettra ainsi d’éviter le rejet dans l’atmosphère de 500 000 tonnes de CO2 par an , ce qui constitue un facteur de lutte contre le réchauffement climatique tout en optimisant le coût de production d’énergie électrique grâce à une amélioration du rendement thermique.
Les travaux devraient se terminer à la fin 2015. Avec cette phase IV, CIPREL confortera sa position de plus grande centrale thermique à gaz de Côte d’Ivoire avec une capacité totale de production de 543 MW et une production annuelle prévisionnelle totale de 3 810 GWh.

### CIE (Compagnie ivoirienne d’électricité)
La CIE (Compagnie Ivoirienne d’Électricité) est un opérateur privé lié à l’État de Côte d’Ivoire par une convention de concession depuis 1990. Cette convention confie à la CIE, l’exploitation des ouvrages de production, de transport et de distribution, la commercialisation, l’importation et l’exportation (pour le compte de l’État ivoirien) de l’énergie électrique sur l’ensemble du territoire national et dans la région.
La CIE est cotée à la Bourse Régionale des Valeurs Mobilières (BRVM). Elle a été notée AA+ (long terme) et A1+ (court terme) par l’agence de notation financière Bloomfield Investment en 2014 et est détenue à 55,53 % par Eranove.
Les périmètres de la production interconnectée, des mouvements d’énergie et du transport de la CIE sont certifiés QSE selon les référentiels ISO et OHSAS et ont atteint le stade maturité selon le référentiel ISO 26 000.

### SODECI (Société de distribution d’eau de la Côte d'Ivoire)
Créée en 1960, première société de distribution d’eau privatisée en Afrique, la SODECI, la Société de Distribution d’Eau de la Côte d’Ivoire, produit, transporte et distribue l’eau potable dans les zones urbaines en Côte d’Ivoire. Depuis 1999, la SODECI exploite et entretient également les ouvrages d’assainissement de la ville d’Abidjan. Elle opère par contrats d’affermage.
La SODECI est une société cotée à la Bourse Régionale des Valeurs Mobilières (BRVM). La SODECI a été notée AA- (long terme) et A1- (court terme) par l’agence de notation financière Bloomfield Investment en 2014. Elle est détenue à 48,98 % par Eranove.
Le périmètre production d’Abidjan de la SODECI est certifié qualité ISO 9001, OHSAS 18001, ISO 14001.

### SDE (Sénégalaise des eaux)
La SDE, la Sénégalaise des Eaux, produit, transporte et distribue l’eau potable dans les principales villes du Sénégal. Le contrat d’affermage de la SDE avec l’État du Sénégal a été renouvelé trois fois depuis 1996,. 
Elle est détenue à 57,83 % par Eranove avec qui, à la suite d'un processus d’appel d’offres international, elle a signé un contrat de service de 3 ans avec la REGIDESO (République Démocratique du Congo) pour améliorer l’organisation du service et la performance technique, opérationnelle et financière de REGISDESO et ainsi que de contribuer à la formation de ses équipes,.
La SDE est certifiée QSE sur l’ensemble de son périmètre : ISO 9001, OHSAS 18001, ISO 14001. SDE  atteint le stade d’exemplarité du référentiel ISO 26 000 pour son engagement dans la responsabilité sociétale d’entreprise (RSE).

### Kenié Énergie Renouvelable
À travers sa filiale Kenié Énergie Renouvelable, le groupe Eranove a signé le 18 juin 2015 avec le gouvernement de la République du Mali une convention de concession d’une durée de 30 ans (à compter de la date de signature) pour le financement, le développement, la construction et l’exploitation de la centrale hydroélectrique de Kenié, à Baguinéda sur le fleuve Niger, à 35 km à l’est de Bamako. Le projet représente un investissement total d’environ 112 millions d’euros.
Selon le calendrier actuel du projet, le barrage serait mis en service en 2020. Le barrage sera ensuite opéré à travers un contrat de concession par Kenié Énergie Renouvelable, nouvelle filiale du groupe Eranove qui comptera également la Société Financière Internationale parmi ses actionnaires.

### AWALE
En 2010, AWALE a signé avec l’État de Côte d’Ivoire, une convention d’une durée de 20 ans qui lui octroie un accès exclusif au réseau électrique national de transport et de distribution en vue de la construction et de l’exploitation de réseaux de communication par fibres optiques et par courants porteurs en ligne (CPL).
AWALE est détenue à 77,13 % par Eranove.

### GS2E
Groupement des Services Eau et Electricité (GS2E) est compétente dans la prestation des services suivants aux membres : Système d’Information, Audit Interne, Lutte contre la fraude, Juridique Management des Contrats et Fiscalité, Assurances Biens, Achats équipements, Démarche QSE et management des Risques (pour les membres CIE, SODECI, AWALE, SMART-ENERGY) , Administration Gestion Finances et Ressources Humaines pour SMART-ENERGY.

### SIVE
SOCIETE IVOIRIENNE DE VEHICULES ET ENGINS dont l'objet:
- activité de garage automobile notamment la mécanique, l'électricité, la tôlerie, la peinture, l'entretien, la réparation de véhicules et engins, la mécanique générale;
- L'achat et la vente de pièces de rechange de véhicules et engins, la mécanique générale;
- L'importation, la vente de véhicules d'occasion et de pièces de rechange;
- Et généralement, toutes opérations commerciales, industrielles et financières, mobilières ou immobilières, se rattachant directement ou indirectement à l'objet social ci-dessus et susceptibles d'en faciliter le développement ou la réalisation.

### Presse

#### Divers
- Abidjan, 2012 - Les clés du développement de l'Afrique de l'Ouest
- Côte d'Ivoire : le courant va passer

#### CIPREL - Projet CIPREL IV
- Côte d'Ivoire : Ciprel récolte 200 millions d'euros
- Côte d'Ivoire : une centrale thermique de 222 MW face à des besoins en forte croissance
- Cote d’Ivoire’s CIPREL secures over $400m for expansion